# Taganrogski Awtomobilny Sawod

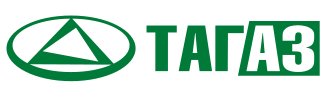
Logo des TagAZ

Das Taganrogski Awtomobilny Sawod (Taganroger Automobilwerk, russisch Таганрогский автомобильный завод) entstammt den Ischmasch-Werken ab und produzierte ab 1987 Automobile in VAZ-Lizenz in der russischen Stadt Ischewsk. Seit 2008 wird auch in Südkorea und seit 2009 auch in Taganrog produziert. Die Fahrzeuge aus Produktion der TagAZ sind in der Fahrzeug-Identifikationsnummer am Herstellercode X7M zu erkennen. Im Januar 2014 meldete das Unternehmen Konkurs an.

## Geschichte
Die Haupteinnahmequelle der Ischmash-Werke war die Waffenproduktion, für welche die Stadt landesweit berühmt wurde. Die Automobile hingegen fanden nur einen kleinen Absatz und musste sich den Lada-Originalen ergeben. Trotz alldem lief die Produktion des ISCH-2126 Orbit bis 1998 unverändert weiter.
Ischmash baute schließlich das Werk auf zwei Produktionsstraßen aus und gründete über ein Joint-Venture mit der Daewoo Motor Corporation, die neue Marke Doninwest, von der man sich einen hohen Absatz versprach. Doch der lange und umständliche Transportweg der Fahrzeugteile aus Korea bis in das Taganrog-Automobilwerk, war sehr kostspielig und machte die Fahrzeuge für russische Verhältnisse zu teuer. So verkauften sich Doninwest Asso, Doninwest Orion und Doninwest Kondor nur schlecht und die Werke verschuldeten sich dadurch enorm.
Der Markenname Doninwest wurde schließlich 2000 fallen gelassen und auch die Produktionsstraßen wurden erneuert. Insgesamt hatte das Taganrog-Automobilwerk nun insgesamt 10 Produktionsstraßen. Die Produktion der zweiten Kondor-Generation, welche auf dem SsangYong Korando basierte wurde beibehalten und das Modell bekam nun seinen Originalnamen von SsangYong. Auf der zweiten Produktionsstraße wurde nun auch der SsangYong Musso für den russischen Markt gebaut.
Verhandlungen mit Pontiac, welche bereits seit 1998 liefen, sorgten im März 2002 nun für die Lizenz zur Produktion des aktuellen Grand Prix (sechste Generation), welcher schließlich bis 2008 in Produktion blieb. Auf den anderen Produktionsbändern liefen ab 2005 auch die Modelle Hyundai Accent, Hyundai Sonata und Hyundai Porter (Gewinner des Goldenen Lenkrades 2009 in Russland) vom Band. 2007 folgten die erste Generation des Hyundai Santa Fe sowie die Elantra-Luxusversion Hyundai Elantra XD.
Im Jahr darauf löste sich das Taganroger Automobilwerk nun aus dem Ischmasch-Konzern aus und kaufte nun auch vollständig die Lizenzen der maroden und unter Gläubigerschutz stehenden Firma SsangYong Motors auf und produziert die Modelle nun unter dem eigenständigen Markennamen Tagaz (ТагАЗ) für den russischen Markt. Die Hyundai-Modelle blieben bislang unverändert in Produktion.
Die aktuellen Produkte der TagAZ sind der Tagaz Tager, Tagaz Road Partner sowie der Tagaz C100 Vega und der LKW Tagaz Master. 2009 wurde der Vortex Estina eingeführt. Der ältere Santa Fe wurde in Santa Fe Classic umbenannt. Die jährliche Produktion liegt derzeit bei etwa 80.000 Einheiten/Jahr. Im Januar 2010 sind als derzeit neuste Modelle der Vortex Corda und der Vortex Tingo in die Modellpalette adaptiert worden. Parallel dazu startete das Unternehmen auch die Produktion des Hyundai County in verschiedenen Versionen. Der Porter ist unterdessen aufgegeben worden.
Ende Januar / Anfang Februar 2014 wurde vor einem russischen Gericht das Konkursverfahren gegen das Unternehmen eröffnet.